# Converse (Texas)
Converse is een plaats (city) in de Amerikaanse staat Texas, en valt bestuurlijk gezien onder Bexar County.

## Demografie
Bij de volkstelling in 2000 werd het aantal inwoners vastgesteld op 11.508.
In 2006 is het aantal inwoners door het United States Census Bureau geschat op 13.937, een stijging van 2429 (21,1%).

## Geografie
Volgens het United States Census Bureau beslaat de plaats een oppervlakte van
16,4 km², geheel bestaande uit land.

## Plaatsen in de nabije omgeving
De onderstaande figuur toont nabijgelegen plaatsen in een straal van 8 km rond Converse.